# جامعه‌شناسی شناختی
جامعه‌شناسی شناختی (به انگلیسی: Cognitive sociology) یک زیرشاخه جامعه‌شناسی است که به مطالعه این موضوع اختصاص دارد شرایطی که تحت آن معنا از طریق فرآیندهای شیء سازی شکل می‌گیرد." این کار را با تمرکز بر مجموعه‌ای از فرآیندهای بین فردی انجام می دهد که شرایط را برای تبدیل شدن پدیده‌ها به ابژه‌های اجتماعی فراهم می کند که متعاقباً تفکر و اندیشه را شکل می دهد." از این رو، این پژوهش با هدف بررسی احتمالات و پیامدهای اجتماعی و فرهنگی شناخت انسان انجام شده است. این نظریه ریشه در نظریه جامعه‌شناسی کلاسیک، به‌ویژه امیل دورکیم و ماکس وبر، و از نظریه‌های جامعه‌شناسی معاصر، به‌ویژه اروینگ گافمن و پییر بوردیو دارد."
نویسندگان برجسته عبارتند از: اویاتر زروباول، آرون سیکورل، بری شوارتز روان شناس، کارن آ. سرولو، و پل دی‌ماجیو که البته محدود به آنها نیستند.
اصطلاح جامعه‌شناسی شناختی قبلاً در سال 1974 توسط سیکورل استفاده شد. با این حال، در سال 1997 پل دی‌ماجینو مقاله‌ای را منتشر کرد که به عنوان یک مقاله اکنون کلاسیک از آن یاد می شود که چگونه جامعه‌شناسی شناختی با جامعه‌شناسی فرهنگ و شناخت همپوشانی دارد.
مایکل دبلیو. رافائل مروری بر جامعه‌شناسی شناختی در شکل کنونی آن ارائه می دهد." مجله‌های ویژه با موضوع جامعه‌شناسی شناختی توسط مجلات علمی شاعرانه و مجله اروپایی نظریه اجتماعی به ترتیب در سال 2010 و 2007 منتشر شده است. دوره‌های تحصیلات تکمیلی در جامعه‌شناسی شناختی در دانشگاه کپنهاگ توسط ژاکوب استرندل در سال 2014 و 2016 سازماندهی شده است. 

## مدل پنجگانه
به منظور سازماندهی این پژوهش میان‌رشته‌ای، پژوهشگران پنج مدل از کنشگر را بیان کرده‌اند که بر مکان های مختلف شناخت انسان در رابطه با قرارداد اجتماعی تأکید می‌کنند. این مدل های پنجگانه عبارتند از:
1. شناخت‌گرایی جهانی: توضیحات طبیعت‌گرایانه رفتار انسان تأکید می کند.[۱] این موضوع در کار استیون پارک ترنر،[۱۱] عمر لیزاردو[۱۲] و گابریل ایگناتو  منعکس شده است.[۱۳]
2. شناخت‌گرایی جهانی فازی: در تبیین‌ها بر طبیعت‌گرایی تأکید می‌کند ولی مواضع هستی‌شناختی آن به اندازه شناخت‌گرایی متکثر متعادل نیست.[۱] این موضوع در کار یورگن هابرماس [۱۴] و پل دی‌ماجیو منعکس شده است.
3. شناخت‌گرایی متکثر: به دنبال فرموله کردن الگویی متعادل از کنشگری است که تحت کنترل روانی-اجتماعی قرار دارد. کنترل اجتماعی-ذهنی توصیف می‌کند که چگونه هنجارهای شناختی غیرشخصی، تفکر، یادگیری و دوره‌های فعالیتی را که کنشگران فردی «می‌توانند انجام دهند» در نتیجه بازتاب نهادی شکل می‌دهند.[۱] انعکاس نهادی فرآیندی است که توسط اروینگ گافمن در آرایش بین دو جنس توصیف شده است.[۱۵] این موضوع در کار اویاتر زروباول و شاگردانش منعکس شده است.
4. شناخت‌گرایی فردی فازی: در تبیین ها بر اومانیسم تأکید می کند ولی مواضع هستی شناختی آن به اندازه شناخت‌گرایی متکثر متعادل نیست.[۱] این موضوع در آثار لوک بولتانسکی و لوران تهونوت[۱۶] و همچنین آلبان بوویه منعکس شده است.[۱۷]
5. شناخت‌گرایی فردی: تعیین کننده‌های درونی کنش را با توجه به ویژگی‌های عملی، شناختی و اخلاقی واقعیات اجتماعی بررسی می‌کند.[۱] این موضوع در کار ریمون بودون و پاتریک فارو منعکس شده است.[۱۸]